# Винь
Винь (вьет. Vinh) — город на севере центрального побережья Вьетнама, столица провинции Нгеан. Один из девяти городов провинциального подчинения первой категории во Вьетнаме.

## История
Винь сменил много названий в прошлом: Кеван, Кевинь, Виньзянг, Виньдоанх и Виньтхи. В 1789 году город стал именоваться как просто Винь, возможно, это произошло под европейским влиянием.
Начавшийся в 1929 году всемирный экономический кризис осложнил обстановку в регионе, в 1930 году город Винь стал центром крестьянского восстания, но к 1931 году оно было подавлено.
В 1959 году при помощи СССР здесь была построена первая гидроэлектростанция (во время войны во Вьетнаме военная авиация США неоднократно бомбила ГЭС и плотину, но рабочие каждый раз устраняли повреждения и ГЭС возобновляла работу).
5 сентября 2008 года статус города был повышен с города второй до города первой категории. Ныне население города составляет 435 208 человек (оценка 2009 года).

## География и климат
Винь находится в 291 км от Ханоя и в 1428 км от Хошимина.
Юго-восточная часть города стоит на реке Лам (вьет. Lam).
Годовая погода делится на два сезона. Средняя температура в городе составляет 24 градуса, средняя влажность воздуха — 85-90 %. Абсолютная максимальная и минимальная температуры — 42,1 и 4 градусов соответственно.

## Транспорт
Аэропорт внутренних линий в десяти километрах от города с рейсами в Ханой, Дананг и Хошимин. Железнодорожная станция. Национальное шоссе № 1. Туристы, как правило, не останавливаются в этом городе.

## Интересные факты
В музее города Виня с помощью ленинского мемориала (Ульяновск) открыта экспозиция, посвященная Ленину. Один из проспектов города переименован в его честь.